# Ragow-Merz
Ragow-Merz är en kommun i Landkreis Oder-Spree i förbundslandet Brandenburg i Tyskland. 
Kommunen ingår i kommunalförbundet Amt Schlaubetal tillsammans med kommunerna Grunow-Dammendorf, Mixdorf, Müllrose, Schlaubetal och Siehdichum.
Kommunen bildades 1 juni 2002 genom en sammanslagning av de tidigare kommunerna Merz och Ragow.